# Карл Александер фон Турн и Таксис
Карл Александер фон Турн и Таксис (на немски: Karl Alexander von Thurn und Taxis; * 22 февруари 1770 в Регенсбург; † 15 юли 1827 в дворец Таксис, Дишинген, Баден-Вюртемберг) е 5. княз на Турн и Таксис (1805 – 1827), княз на Бухау и Кротошин, граф на Фридберг-Шеер и Фалзасина и от 1805 г. номинален генерален наследствен пощенски майстер на имперската поща и след нейното премахване след края на Свещената Римска империя 1806 г. той управлява частната „поща Турн и Таксис“ (1806 – 15 юли 1827).
Той е големият син, седморто дете, на княз Карл Анселм фон Турн и Таксис (1733 – 1805) и първата му съпруга Августа Елизабет фон Вюртемберг (1734 – 1787), дъщеря на фелдмаршал херцог Карл Александер фон Вюртемберг (1684 – 1737) и съпругата му Мария Августа фон Турн и Таксис (1706 – 1756), дъщеря на княз Анселм Франц фон Турн и Таксис (1681 – 1739).
През 1808 г. Карл Александер става главен пощенски майстер на короната на Бавария, 1818 г. наследствен член на камерата на имперските съветници в Бавария, 1819 г. пруски княз на Кротошин също наследствен член на първата камера във Вюртемберг и през 1823 г. получава бохемския инколат.
Карл Александер е вторият гросмайстер на масонската ложа Die Wachsende zu den drei Schlüsseln, която в негова чест през 1805 г. е преименувана на Carl zu den drei Schlüsseln. Карл Александер е от 1798 г. 862. рицар на „ордена на златното руно“. Той умира на 19 юли 1827 г. на 57 години в дворец Таксис и е погребан в църквата Св. Емеран, Регенсбург.

## Фамилия
След следване в университетите Страсбург, Вюрцбург и Майнц и пътуването му в Европа, Карл Александер се жени на 25 май 1789 г. в Нойщрелиц за херцогиня Тереза Матилда Амалия фон Мекленбург-Щрелиц (* 5 април 1773 в Хановер; † 12 февруари 1839 в дворец Таксис), дъщеря на велик херцог Карл II фон Мекленбург (1741 – 1816) и първата му съпруга ландграфиня Фридерика Каролина Луиза фон Хесен-Дармщат (1752 – 1782). Те имат децата:
- Шарлота Луиза (1790 – 1790)
- Георг Карл (1792 – 1795)
- Мария Терезия (1794 – 1874), омъжена на 18 юни 1812 г. в Регенсбург за унгарския княз Паул III Антал Естерхази дьо Галанта (1786 – 1866)
- Луиза Фридерика (1798 – 1798)
- Мария София Доротея (1800 – 1870), омъжена на 17 април 1827 г. в дворец Таксис (развод 2 май 1835) за херцог Паул Вилхелм фон Вюртемберг (1797 – 1860), син на херцог Евгений фон Вюртемберг
- Максимилиан Карл (1802 – 1870), 6. княз на Турн и Таксис, женен I. на 24 август 1828 г. в Регенсбург за фрайин Вилхелмина Каролина Христиана Хенриета фон Дьорнберг (1803 – 1835), II. на 24 януари 1839 г. в Йотинген за принцеса Матилда София фон Йотинген-Йотинген и Йотинген-Шпилберг (1816 – 1886)
- Фридрих Вилхелм (1805 – 1825), неженен